# Jonatan Harju
Otto Jonatan Per Gunnar Harju, född 6 augusti 1997, är en svensk professionell ishockeyspelare (vänsterforward) som spelar för BIK Karlskoga i Hockeyallsvenskan sedan 2024.
Tidigare har han spelat bl.a. för Södertälje SK, Karlskrona HK, Tingsryds AIF och Piteå HC. Hans moderklubb är Övertorneå HF.
Jonatan är yngre bror till ishockeyspelaren Johan Harju.